# Дзунгри
Дзу́нгри, Цунгри (итал. Zungri) — коммуна в Италии, располагается в регионе Калабрия, подчиняется административному центру Вибо-Валентия.
Население составляет 2182 человека, плотность населения составляет 95 чел./км². Занимает площадь 23 км². Почтовый индекс — 89867. Телефонный код — 0863.
Покровителями коммуны почитаются Пресвятая Богородица, празднование 5 августа, и святитель Николай Мирликийский, празднование 6 декабря.